# 邓永俭
邓永俭（1950年10月—），男，汉族，湖北红安人，中华人民共和国政治人物，曾任中共平顶山市委书记，河南省政协副主席。